# Карпова Поляна
Карпова Поляна — деревня в Серпуховском районе Московской области. Входит в состав Данковского сельского поселения (до 29 ноября 2006 года входила в состав Бутурлинского сельского округа).

## Население
| 2002 | 2006 | 2010 |
| ---- | ---- | ---- |
| 136  | ↗149 | ↘119 |

## География
Карпова Поляна расположена примерно в 7 км (по шоссе) на восток от Серпухова, у границы Приокско-Террасного заповедника, высота центра местечка над уровнем моря — 160 м. Карпова Поляна связана автобусным сообщением с райцентром и соседними населёнными пунктами.